# Tagarrosa
Tagarrosa es una localidad situada en la provincia de Burgos , comunidad autónoma de Castilla y León (España), comarca de Odra-Pisuerga, ayuntamiento de Melgar de Fernamental, CP-09108.

## Datos generales
En 2024 contaba con 16 habitantes. Situado 12 km al norte de la capital del municipio, Melgar , en la carretera local que comunica Villamayor de Treviño con Rezmondo y a 1 km de distancia de la antigua capital Santa María Ananúñez.

## Urbanismo
Casco urbano con una extensión de 3,45 ha

## Historia
Lugar que formaba parte de la Cuadrilla de Cañizal en el Partido de Villadiego , uno de los catorce que formaban la Intendencia de Burgos, durante el periodo comprendido entre 1785 y 1833, en el Censo de Floridablanca de 1787 , jurisdicción de señorío siendo su titular el Duque de Frías, alcalde pedáneo.
Antiguo municipio en Castilla la Vieja , partido de Villadiego código INE-095150 
En el censo de la matrícula catastral contaba con 14 hogares y 39 vecinos.
Entre el censo de 1857 y el anterior, este municipio desaparece porque se integra en el municipio 09349 Santa María Ananúñez

## Patrimonio
Iglesia de San AndrésDependiente de la parroquia de Melgar de Fernamental, en el Arciprestazgo de Amaya
Torreón de TagarrosaTorre sencilla y robusta. Exteriormente construida de mampostería y sillarejos en las esquinas. Interiormente, la torre está construida de tierra, de paredón o tapial.